# أحلام العصافير (فلم)
أحلام العصافير (بالإنجليزية: The Dreams of Sparrows) هو فيلم وثائقي تم إنتاجه في العراق وصدر في سنة 2005.

## القصة
إخراج حيدر موسى دفار. . يتحدث الفيلم عن ما حصل بعد 2003 عندما دخلت القوات الاميريكية إلى بغداد. . استمر تصوير الفيلم إلى أكثر من سنة ونصف. . إذا بقى المخرج متابعا لشرائح من المجتمع العراقي مثلا الأدباء والفنانين وسائقي التكسي والاطفال المشردين ومستشفى المجانين. .. الخ

## وصلات خارجية
- مقالات تستعمل روابط فنية بلا صلة مع ويكي بيانات

1. ↑  "Films Capture Iraq's Brutal Truth". Wired. 06.07.05. مؤرشف من الأصل في 03 يونيو 2013. اطلع عليه بتاريخ 2008-05-15. {{استشهاد ويب}}: تحقق من التاريخ في: |تاريخ= (مساعدة)
2. ↑  Bissell، Tom (13 نوفمبر 2005). "Rules of Engagement". NY TImes. مؤرشف من الأصل في 2019-12-08. اطلع عليه بتاريخ 2008-05-15.